# 日方駅
日方駅（ひかたえき）は、和歌山県海南市日方にあった、野上電気鉄道野上線の駅（廃駅）である。
なお、本項では当駅の構内に設けられた乗降場である連絡口駅（れんらくぐちえき）についても記述する。

## 概要
野上線起点で、構内に車庫、駅前に野上電鉄本社を擁した、業務の中心となっていた駅であった。日方駅の開業が国鉄紀勢本線海南駅開業よりも8年前であったため、紀勢本線との連絡に際しては乗り換え専用の連絡口駅を設けて対応していた。

## 歴史
- 1916年（大正5年）2月4日：野上軽便鉄道野上線日方駅 - 紀伊野上駅間開業と同時に開業。
- 1928年（昭和3年）9月10日：野上電気鉄道への社名変更により同社の駅となる 。
- 1949年（昭和24年）：国鉄との旅客連絡のため、連絡口駅を開設。
- 1951年（昭和26年）7月2日：国鉄との車扱貨物直通運転開始。
- 1971年（昭和46年）6月1日：貨物輸送廃止。
- 1994年（平成6年）4月1日：野上線廃止に伴い廃止。

## 駅構造

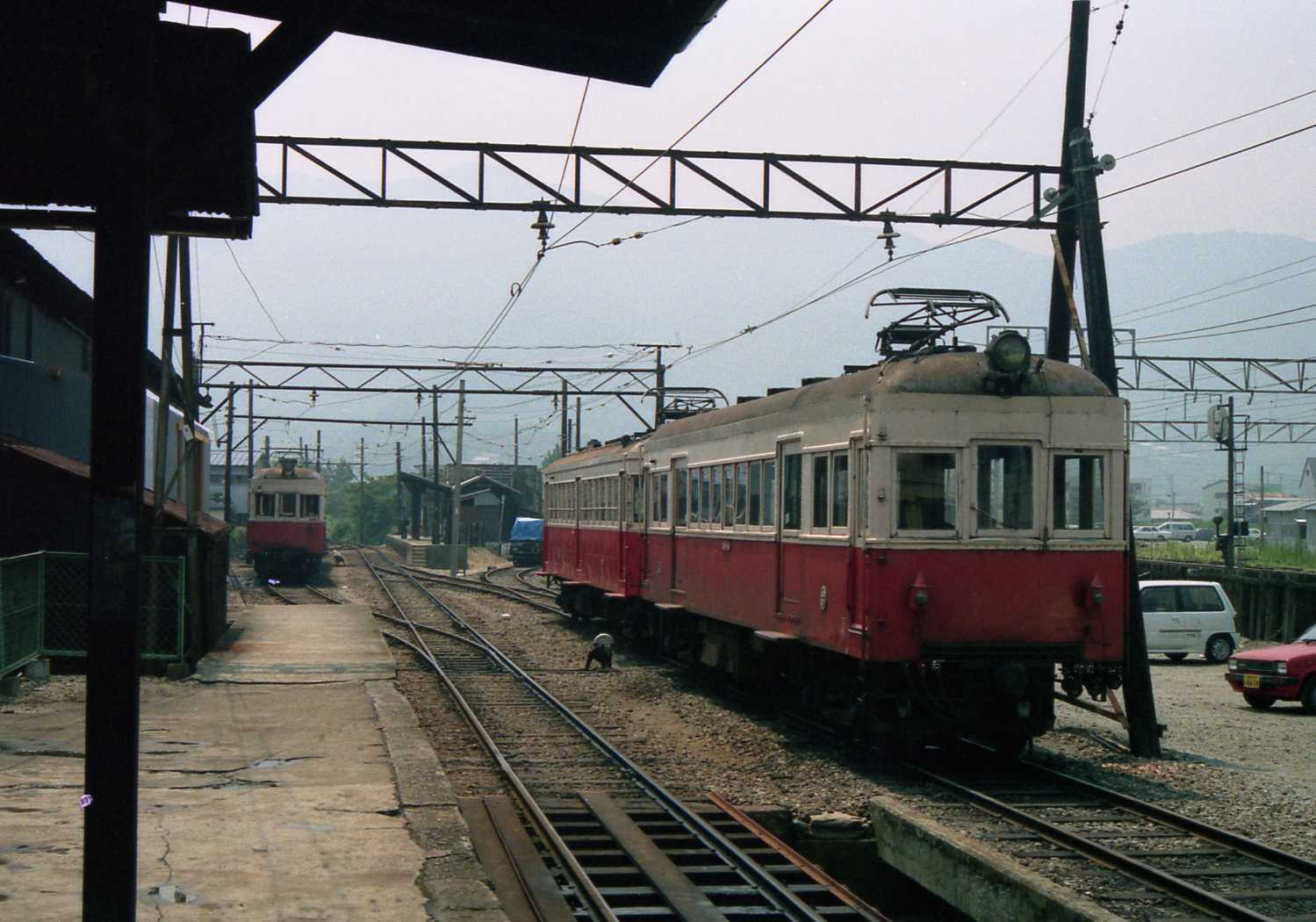
日方駅から連絡口駅方面を望む

JR海南駅の北東にある単式ホーム1面1線の地上駅で、ホーム・駅舎は線路の東側に設置されていた。有人駅であり、切符販売窓口及び自動券売機が設置されていた。改札口は駅舎にある1か所のみで、出口は駅舎の北側に向かって1か所あった。
駅の西側（紀勢本線の線路との間）に車両留置用の側線、東側には側線と検車庫があった。構内の南、線路の西側に連絡口駅のホームがある。線路は連絡口駅の先、海南駅の東側で東向きにカーブしていた。
駅構内にあるキロポストについては0.03と表示されていた。これは開業当時は野上電気鉄道本社の前まで30 mほど本線が延びていたことによる。

### 連絡口駅
日方駅の構内の南側、線路の西側に設置された単式ホーム1面1線の地上駅。日方駅から80 m先のところに位置した。木造駅舎もあり、独立した駅名標が設置されていたが、正式には日方駅の別ホームであり、「連絡口駅の駅名標」の写真の右にある「注意」にある通り、連絡口で降車できるのは紀勢本線への連絡客に限る旨に掲示されていた。海南駅とは手動の構内踏切のある連絡通路で連絡していた。乗り換え専用の改札口での切符の集札や連絡通路にあった手動の構内踏切の操作は、野上電気鉄道の社員が派遣され行われていた。
なお、日方駅の構内であるため原則として日方駅 - 連絡口駅間の乗車はできず、春日前駅以遠との運賃は日方駅を起点として計算されていた。

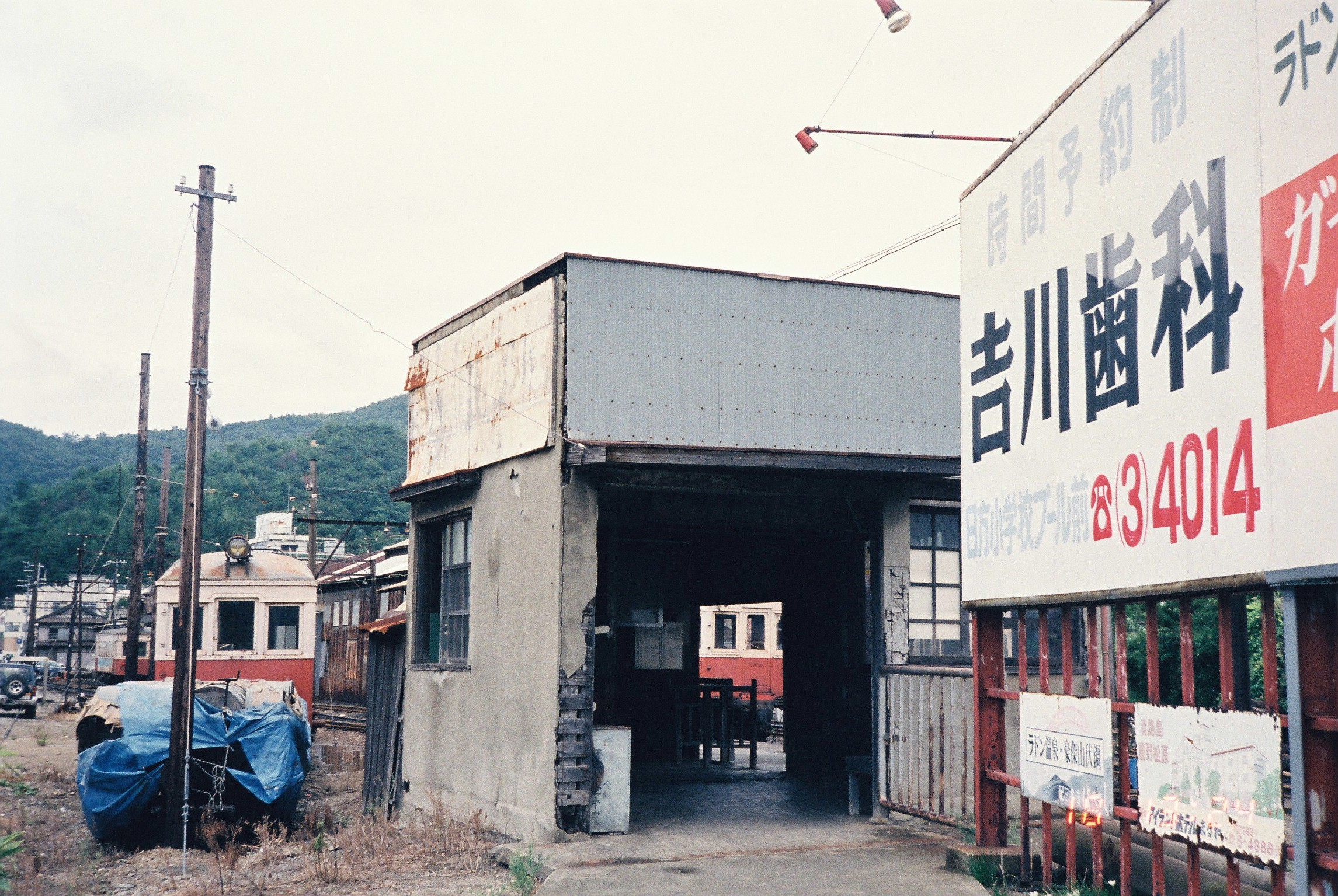
連絡口駅の駅舎（1992年8月）
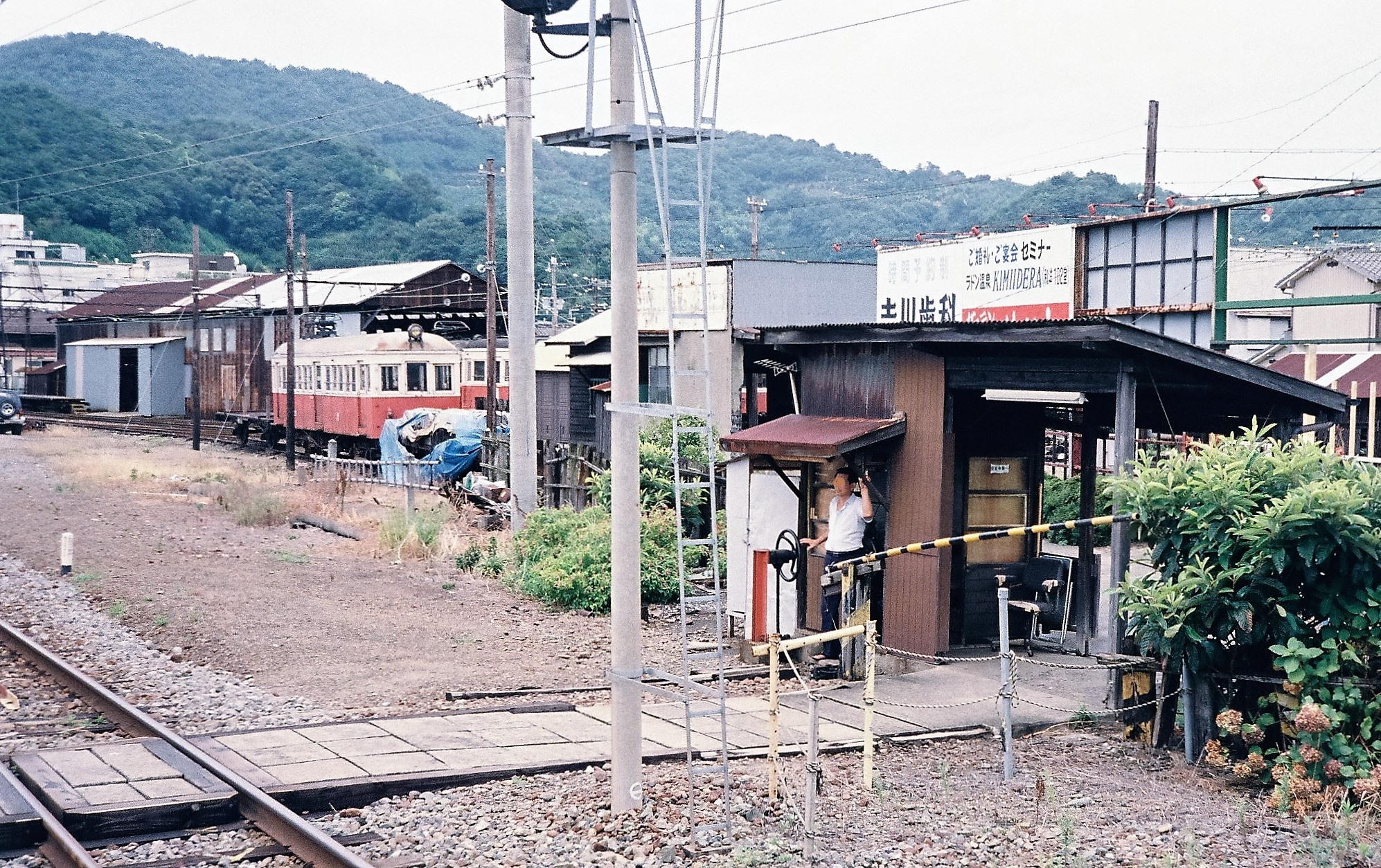
海南駅への連絡通路（1992年8月）
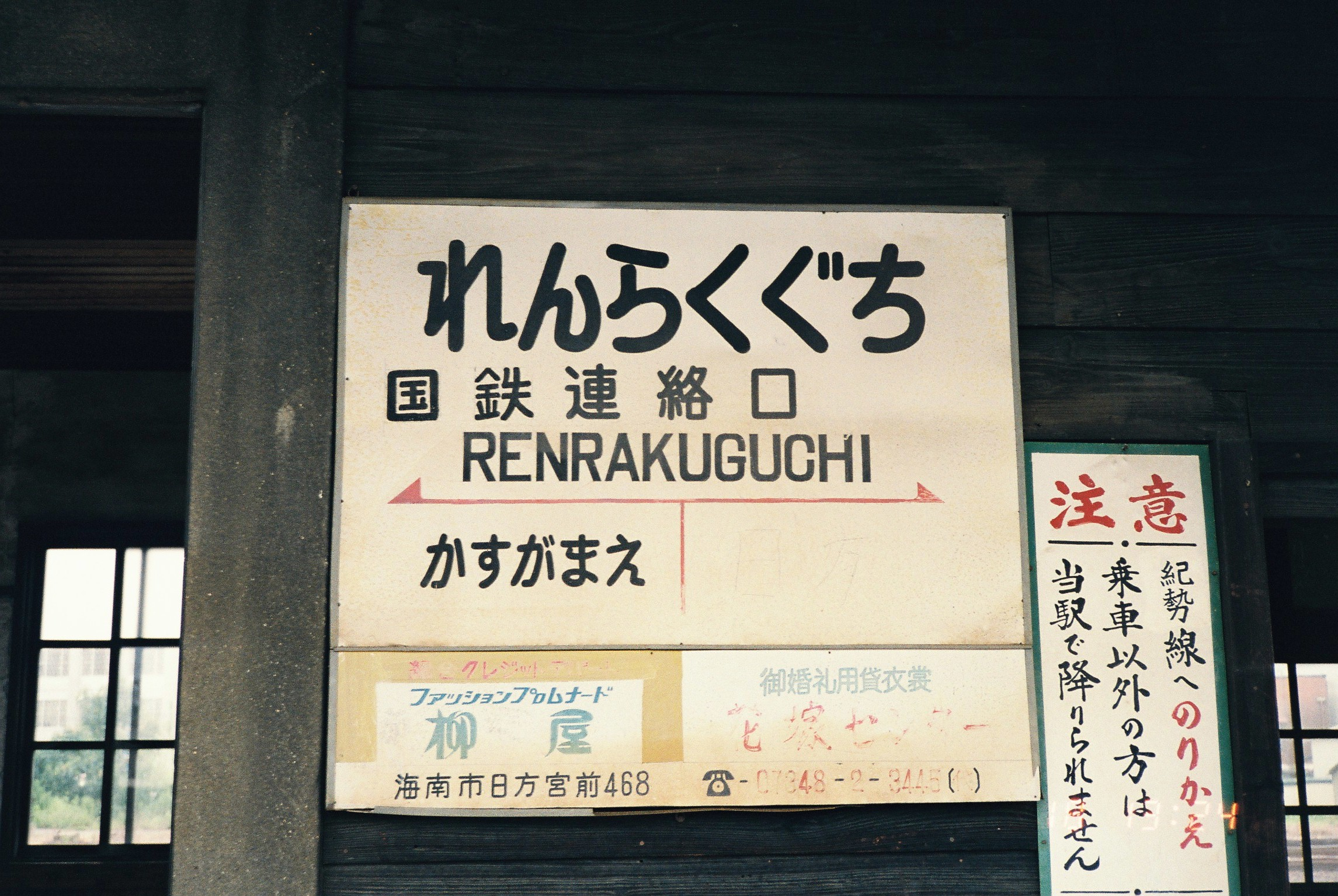
連絡口駅の駅名標（1992年8月）

### 配線図
| ← 新宮方面            | 日方駅・海南駅 構内配線略図 | → 和歌山方面 |
|                       | ↓ 登山口方面                |              |
| 凡例 出典: 1992年現在 |                             |              |

## 利用状況
1992年の一日あたり乗降客数 - 1,221人

## 駅周辺
- 野上電気鉄道本社
- 南海和歌山軌道線野上電車前駅 - 1971年廃止
- 紀勢本線海南駅

## バス路線
- 本社前停留所（駅前・本社前）
野上電気鉄道バス - 登山口方面の一部始発便のみ
- 野上電車前停留所（駅近くの道路上。野上電車前駅の代替）
野上電気鉄道バス - 和歌山市駅 - 登山口方面
和歌山バス - 和歌山市駅 - 海南駅前・日限下・藤白浜
- 現在、周辺で運行されているバス路線
  - 和歌山バス - 南海和歌山市駅・JR和歌山駅 - 海南駅前（現在の最寄り停留所は日方南）
  - 大十バス - JR海南駅 - 登山口（大十バスが野上電気鉄道の代替を担っている。そのためかつての駅名がバス停名として利用されている）[2]
  - 有田鉄道（バス） - 和歌山市駅前 - 海南駅前 - 美山・川原河（快速ふるさとライナー。平日のみ往復2便運行）[3]

## 現状
海南駅の高架化により、跡地は全て整地されている。

## 隣の駅
野上電気鉄道
野上線
日方駅（連絡口駅）- 春日前駅

## 参考資料
- 『日本のローカル私鉄』（寺田裕一著、ネコ・パブリッシング、1990年） ISBN 4-87366-064-5
- 『JR・私鉄全線各駅停車 8 近畿470駅』（小学館、1993年） ISBN 4-09-395408-9
- 『駅おもしろ大百科』（松尾定行著、廣済堂、1982年）